# Андріївка (Лубенський район)
Андрі́ївка (колишня назва Войнівка) — село в Україні, у Хорольській міській громаді Лубенського району Полтавської області. Населення становить 488 осіб. До 2020 орган місцевого самоврядування - Андріївська сільська рада, якій також були підпорядковані села В'язівок, Дубове, Третякове, Новий Байрак, Козубівка, Софине.

## Географія
Село Андріївка знаходиться на відстані 0,5 км від села Козубівка, за 1 км від села Дубове, за 15 км від районного центру м. Хорол та за 5 км від залізничної ст. Хорол. По селу протікає пересихаючий струмок з загатою.

## Історія
Засноване у XVIII ст під назвою Войнівка. В 1781 році налічувалося 47 хат. У І-й половині XIX століття село стало називатися Андріївка. В 1863 році — 386 жителів, мурована Вознесенська церква. 1909 — 416 жителів. Діяли церковнопарафіяльна і земська школи. В 1910 році 81 двір, 495 жителів.
В 1917 році село входить до складу Української Народної Республіки. Андріївська сільська Рада виникла у 1918 році. Внаслідок поразки Перших визвольних змагань село надовго окуповане більшовицькими загарбниками.  У 1926 році господарств — 507, кількість населення — 2672 чоловік. Входили населені пункти: Андріївка, Вершино-Єньківська (Старців), В'язівок, Горбанів, Дубовий (Сенчуків), Миколаївка, Позен — Степ — Могильний, Солошин, Третяків — Хрестянський, Цилюриків Байрак, Цугалово, Черкаський.
У 1929-1930 роках, під час примусової колективізації, організовано колгосп імені Петровського, який став менеджером терору голодом. В 1932-1933 селяни пережили сталінський геноцид. На виборах у грудні 1939 року до Андріївської сільської Ради було обрано 24 депутати, із них 8 жінок, членів ВКПБ — 6, ВЛКСМ — 3. Станом на 01.01.1945 року було 8 депутатів, із них жінок — 6, із Червоної армії повернувся 1.
Після звільнення села від комуністів (13 вересня 1941 - 19 вересня 1943) до Німеччини на роботи виїхало всього 13 чоловік. На початку Німецько-радянської війни вибуло у Червону армію — 12, вибуло з інших причин — 6. У 1943 році головою сільвиконкому був Кузуб Іван Григорович.
Станом на 1.01.1952 року Андріївська сільська Рада в межах адміністративно-територіального підпорядкування мала: територію — 3995,88 га, дворів — 591, населення — 2021 чоловік, колгоспів — 4 (імені Петровського — с. Андріївка, імені Леніна — хутір Цилюриків Байрак, імені Сталіна — хутір Дубове, хутір Третякове, імені Тельмана — хутір В'язівок, хутір Цугалово), Андріївську семирічну школу, Дубівську, Цугаловську і Миколаївську початкові школи, сільський клуб, сільська бібліотека — с. Андріївка, бригадні клуби — хутори Цугалово і Дубове, хата читальня — хутір Цилюриків Байрак, крамниць 5: с. Андріївка — 2, хутір Дубове — 1, хутір Цугалово — 1, Цилюриків Байрак — 1, Андріївську лікарську дільницю.
У селі колгосп імені Ілліча (з лютого 2000 року СВК «Андріївський»), середня школа, лікарня, дитячий садок, відділення зв'язку. Головою колгоспу імені Ілліча був Герой Соціалістичної Праці І. Г. Козлов. 1956 року у Андріївці радянською владою було встановлено надгробок на братській могилі вояків Червоної Армії, які загинули в боях за село, та пам'ятник воїнам-односельцям, що полягли під час німецько-радянської війни. На будинку правління господарства відкрито (1967) меморіальну дошку на честь нагородження колгоспу імені Ілліча Пам'ятним прапором ЦК СРСР, Президії ВР СРСР, РМ СРСР та ВЦРПС. В 1976 встановлено пам'ятник В. І. Леніну.
З 24 серпня 1991 року село належить до незалежної України.
12 червня 2020 року, відповідно до розпорядження Кабінету Міністрів України № 721-р «Про визначення адміністративних центрів та затвердження територій територіальних громад Полтавської області», село увійшло до складу Хорольської міської громади..
19 липня 2020 року, в результаті адміністративно - територіальної реформи та ліквідації Хорольського району, село увійшло до складу новоутвореного Лубенського району.

## Економіка
- «Андріївський», сільськогосподарський ПК.
- «Андріївка Агро», сільськогосподарське ТОВ у власності Трухіна Олександра.[3]
- ФГ "Фіана", фермерське господарство у власності Трухіна Олександра.[4]

## Об'єкти соціальної сфери
- Бібліотека
- Школа.